# Super Action Hero
Super Action Hero (슈퍼 액션 히어로 Syupeo Aegsyeon Hieolo) é um jogo eletrônico do gênero beat'em up feito e publicado pela empresa coreana Com2uS, no Brasil, este jogo foi distribuído pela Tectoy Mobile.
O jogo não possui enredo, ao invés de girar em torno de uma história, ele consiste em completar missões.

## Jogabilidade

### Geral
O jogo possui um visual considerado incomum, os personagens se tratam de bonecos palito com animações e efeitos similares a desenhos feitos em cadernos.
O jogo também tem uma chamada "barra de herói", que vai se reduzindo a cada segundo e quando ela acabar, a missão acaba.
Ela pode ser reduzida mais rapidamente quando o jogador se fere, mas em algumas missões há itens(como estrelas) ou condições a serem cumpridas para restaurá-las.
Após cumprir determinados requerimentos, o jogador irá destrancar uma máscara.
Existem 32 máscaras ao todo, cada uma com aparências e status diferentes umas das outras.
Algumas aumentam a barra de herói, aumentam a força, possuem agilidade mediana e uma baixa defesa, por exemplo.
Também é possível aumentar ou diminuir a velocidade do jogo de acordo com o gosto do jogador.

### Missões[2]
O jogo consiste em terminar missões, um total de onze, sendo que uma é exclusiva de celulares com suporte para partidas online.
| Missão | Nome da missão   | Objetivo |
| ------ | ---------------- | --- |
| 01     | Treinamento      | Serve como tutorial, ou seja, para aprender a jogar e descobrir sobre as mecânicas do jogo. Esta missão é completa após realizar todas as sequências de golpes propostas pelo jogo. Depois de completa, quando jogada novamente, seu objetivo será realizar o maior número de sequências de golpes possível. |
| 02     | Sobrevivência    | Sobreviver um determinado tempo aos ataques de seus adversários. Depois de completa, quando jogada novamente, seu objetivo será sobreviver o maior tempo possível. |
| 03     | Descida          | Consiste em descer uma determinada distância(medida em km ou mi) e passar por todos os inimigos e desviar de todos os obstáculos possíveis. Depois de completa, o objetivo será descer o máximo possível. |
| 04     | Refém            | Atacar somente os indíviduos indicados, indivíduos estes que possuem uma máscara ninja. Se atacar os outros personagens presentes na missão(estes com uma máscara que lembra o personagem norte-americano Tio Sam), irá falhar na missão. No início, tem de ser derrotados um número determinado de "ninjas", mas depois, o objetivo será derrotar o maior número de "ninjas" possíveis sem acertar os "Tios Sam". |
| 05     | Corrida          | O personagem correrá automáticamente para a direita, o objetivo é percorrer uma determinada distância(medida em km ou mi) e passar por todos os inimigos e desviar de todos os obstáculos. Depois de completa o objetivo será correr o máximo possível. |
| 06     | Caça às estrelas | Desviar dos inimigos e coletar um determinado número de estrelas. As estrelas restauram a barra de herói, e podem ser coletadas pelos inimigos, obrigando o jogador a ter de derrotá-los para pegar suas estrelas. Depois de vencida, o objetivo desta missão será coletar o maior número de estrelas possível. |
| 07     | Luta             | Inimigos irão aparecer de todos os cantos e seu objetivo é derrotar o maior número possível. |
| 08     | Escalada         | O mesmo da missão 3, porém, o jogador tem de subir ao invés de descer. |
| 09     | Destruição       | Destruir paredes até marcar um determinado número de "pontos de destruição", que são dados para cada parede destruída. Depois de completa, seu objetivo será marcar o maior número de pontos de destruição possíveis. |
| 10     | Desarmar         | Desviar e desarmar bombas que caem sobre o jogador, para desarmá-las é preciso aplicar golpes nelas. Para desarmar todas as bombas, é preciso pegar as estrelas que caem. |
| 11     | Competição       | Esta missão é exclusiva para celulares com suporte online. Consiste em competir com jogadores do resto do mundo. |

### Closet
É aonde o jogador pode ver e usar as máscaras já adquiridas.

## Recepção
O jogo foi recebido de maneira bem positiva, sendo elogiado por seu visual dito como simples, porém, impactante, e por seus comandos serem considerados de fácil aprendizado.
Porém, foi criticado pela resposta aos comandos ficar mais lenta as vezes em alguns outros tipos de celular(como o N73).